# 1960年夏季奧林匹克運動會越南代表團
越南共和國（南越）在意大利羅馬主辦的1960年夏季奧林匹克運動會共派出三名男子運動員參賽。

## 劍擊
男子花劍
- 陳文春（英语：Trần Văn Xuân）

男子重劍
- 陳文春（英语：Trần Văn Xuân）

男子佩劍
- 陳文春（英语：Trần Văn Xuân）

## 游泳
男子100米自由泳
- 潘有勇（英语：Phan Hữu Dong）

男子200米蛙泳
- 張繼仁（英语：Trương Ke Nhon）

## 外部連結
- Official Olympic Reports